# Wildon
Wildon je manjši kraj 12 km severno od Lipnice na Štajerskem, s 2.511 prebivalci. 
Naselje je bilo prvič omenjeno leta 1219. Na hribu je najti le ruševine srednjeveškega gradu. 
27.11.1918 je general Maister za zavarovanje slovenske narodnostne meje ukazal, da se nemške čete umaknejo do Wildona.
V bližini se nahaja konjeniški center in jezero. Skozi Wildon teče kolesarska pot od Gradca do Radgone.